# Kalpabrishykha
Kalpabrishykha – gaun wikas samiti w środkowej części Nepalu  w strefie Dźanakpur w dystrykcie Sindhuli. Według nepalskiego spisu powszechnego z 2001 roku liczył on 1408 gospodarstw domowych i 8849 mieszkańców (4493 kobiet i 4356 mężczyzn).